# 赤木志津子
赤木 志津子（あかぎ しづこ、1900年 - 1990年12月8日）は、日本の歴史学者。日本史、特に平安時代の文化史を専門とし、日本文学研究との学際的な研究を行い、お茶の水女子大学、都留文科大学などの教員を務めた。
大学を卒業した女性の歴史学者としては、最初期の先駆的存在であった。

## 経歴
福井県今立郡神明村（後の鯖江市）に生まれた。父は陸軍主計将校、母は御家人の家の娘で、志津子は、夭折した長男に続いて生まれた三姉妹の次女であった。父の転任にともない石川県金沢市へ移り、次いで父の台湾への派遣にともない、母の実家のあった静岡県静岡市へ移った後、1905年以降は父の転任に従って広島県広島市に定住した。このため、出身地は広島市とされることもある。
広島市立中島尋常小学校から、広島高等師範学校附属小学校へ編入し、1年から6年までが一緒という複式学級であった三部に学ぶ。広島県廣島高等女学校を経て、1917年に東京女子高等師範学校（後のお茶の水女子大学）文科に進んだ。
1921年に東京女子高等師範学校を卒業し、長野県飯田高等女学校（後の長野県飯田風越高等学校の前身のひとつ）、大阪府立市岡高等女学校（後の大阪府立港高等学校）で教鞭を執ってから、1925年9月に青山女学院へ転任した。
1929年、開学したばかりの東京文理科大学に進んで、中山久四郎、三宅米吉、島田均一、石川林四郎、河合栄次郎、大類伸、今井登志喜らの講義にも触れた。在学中に死去した三宅に代わって着任した松本彦次郎に師事し、1932年に女性として初めて同大学を卒業した。大学在学中には、朝香宮湛子女王の家庭教師を務めた。
卒業後は、青山学院に戻り、1945年に青山学院女子専門学校（後の青山学院女子短期大学）教授を経て、1949年に大学に昇格したお茶の水女子大学助教授となり、1962年に教授へ昇任し、1965年に定年退職した。
その後、静岡県に新設された富士見丘女子短期大学の教員となったが、この短大は経営破綻し、赤木は3年間勤めた後に退職した。
1968年から1973年まで都留文科大学教授を務めた。

## おもな著書

### 単著
- 紫式部とその時代、積善館（輝く御代と偉人叢書）、1944年
- 平安貴族の生活と文化、講談社、1964年（後にパルトス社が1993年に復刻）
- 御堂関白 藤原道長 栄華と権勢への執念、秀英出版、1969年
- 後白河天皇、秋田書店、1974年
- 栄光の女帝と后、集英社、1977年
- 女性、近藤出版社（日本史小百科）、1977年
- 教師の五十年 史学研究女性の回想、雄山閣出版、1985年
- 摂関時代の諸相、近藤出版社、1988年

### 共著
- （松本彦次郎との共著）源氏物語とその時代、東光協會出版部（文化選書）、1948年

### 編纂
- 藤原資房 著、訓読春記、近藤出版社、1981年（後にパルトス社が1999年に復刻）